# Сабахатин Али
Сабахатин Али био је турски романописац, писац кратких прича, песник и новинар. Спада међу најзначајније прозне писце републиканког периода турске књижевности.

## Детињство и младост
Рођен је у месту Егридере (данас Ардино на југу Бугарске) у санџаку Гумулџин (данас Комотини у северној Грчкој), у Османском царству. Отац му је био отомански официр, Селахатин Али, а мајка му се звала Хуснија. Породица његовог оца била је из црноморске регије. Живео је у Истанбулу, Чанакалу и Едремиту пре него што је уписао учитељску школу у Баликесиру. Имао је веома тешко детињство а његово школовање је прекинуо Први светски рат. Школовао се и у Немачкој. Потом је пребачен из Баликесира у учитељску школу у Истанбулу, где је дипломирао 1926. године са дипломом учитеља. Неколико његових песама и кратких прича су објављене у школском часопису. Након што је једну годину радио као учитељ у Јозгату, стекао је стипендију Министарства за национално образовање и студирао у Потсдаму, Немачка, од 1928. до 1930. По повратку у Турску, предавао је немачки језик у средњим школама у Ајдину и Конији.

## Потоњи живот
Док је радио као учитељ у Конији, ухапшен је због песме коју је написао критикујући Ататуркову политику, а оптужен је да и да је оклеветао двојицу новинара. Након што је неколико месеци служио казну у Конији, а потом у затвору тврђаве Синоп, пуштен је 1933. године, амнестијом која је дата у склопу обележавања десетогодишњице проглашења Републике Турске. Потом је поднео молбу министарству да му се дозволи опет да предаје. Након што је исказао верност Ататурку писањем песме "Беним Аскıм" (буквално: Моја љубав или моја страст), постављен је у Дирекцији за публикације Министарства за национално образовање. Оженио се Алијом 16. маја 1935. са којом је добио ћерку Филиз. Војни рок је одслужио 1936. године. Током Другог светског рата враћен је у војну службу, као и већина одраслих мушкараца Турске у то време. Поново је затворен и пуштен 1944. Такође је заједно са Азизом Несином поседовао и уређивао популарни седмични лист под називом „Марко Паша“. Био је један од најутицајнијих писаца кратких прича у 20. веку.

## Смрт
Биста Сабахатина Алија у његовом родном месту у Ардину, провинција Карџали, Бугарска.
Након што је пуштен из затвора 1944. претрпео је финансијске губитке. Његова молба за издавање пасоша је била одбијена. Убијен је на бугарској граници, вероватно 1. или 2. априла 1948. Његово тело је пронађено 16. јуна 1948. Берује се да га је убио Али Ертекин, кријумчар који је имао везе са Националном службом безбедности, а коме је Сабахатин Али платио да му помогне да пређе границу. Друга претпоствака је да га је Ертекин предао безбедносним службама, те да су га убили током испитивања. Претпоставља се да је убијен због својих политичких ставова.
Стогодишњица рођења Сабахаттин Алија прослављена је у бугарском граду Ардино 31. марта 2007. У Бугарској је део школске лектире још од 1950-их.

## Наслеђе
Његов кратки роман "Мадона у бунди" (1943) сматра се једним од најбољих романа у турској књижевности. Преводен је на више језика, а у Турској је продат у рекордном броју примерака. Први пут се појавио на страницама дневног листа Хакикат, 1941–42, у виду 48 наставака. Са овим романом Сабахатин Али постао је један од двојице турских романописаца чија су се дела штампана у Пенгвиновој едицији класика. Други је "Институт за регулисање времена" Ахмета Хамдија Танпинара.

### Збирке приповедака
- "Değirmen" (1935) (Млин)
- "Kağnı" (1936) (Таљиге)
- "Ses" (1937) (Глас)
- "Yeni Dünya" (1943) (Нови свет)
- "Sırça Köşk" (1947) (Стаклени замак)

### Драме
- Esirler (1936) (Затвореници)

### Романи
- Kuyucaklı Yusuf (1937) (Кујуџаклија Јусуф)
- İçimizdeki Şeytan (1940) (Ђаво у нама)
- Kürk Mantolu Madonna (1943). (Мадона у бунди)